# Literární cena Severské rady
Literární cena Severské rady nebo Cena Severské rady za literaturu (dánsky a norsky Nordisk Råds litteraturpris, švédsky Nordiska rådets litteraturpris, finsky Pohjoismaiden neuvoston kirjallisuuspalkinto, faersky Bókmentavirðisløn Norðurlandaráðsins, islandsky Bókmenntaverðlaun Norðurlandaráðs) je literární cena udílená každoročně od roku 1962 Severskou radou za beletristické dílo napsané v jednom ze severských jazyků, tj. v dánštině, faerštině, finštině, islandštině, norštině či ve švédštině. Může se jednat o román, drama, sbírku básní, novel, esejů či jiný žánr, který splňuje kritéria vysoké literatury a umění.
Cena je honorována odměnou 350 000 dánských korun.

## Laureáti
| Rok  | Autor                    | Dílo                                          | České vydání díla                                | Země            |
| ---- | ------------------------ | --------------------------------------------- | ------------------------------------------------ | --------------- |
| 1962 | Eyvind Johnson           | Hans nådes tid                                | Za časů jeho Milosti (1977)                      | Švédsko         |
| 1963 | Väinö Linna              | Söner av ett folk                             | Pod Severkou (1969)                              | Finsko          |
| 1964 | Tarjei Vesaas            | Is-slottet                                    | Ledový zámek (1975)                              | Norsko          |
| 1965 | William Heinesen         | Det gode Håb                                  | Dobrá naděje (1989)                              | Faerské ostrovy |
| 1965 | Olof Lagercrantz         | Från Helvetet till Paradiset                  |                                                  | Švédsko         |
| 1966 | Gunnar Ekelöf            | Diwán över Fursten av Emgión                  |                                                  | Švédsko         |
| 1967 | Johan Borgen             | Nye noveller                                  |                                                  | Norsko          |
| 1968 | Per Olof Sundman         | Ingenjör Andrées luftfärd                     | Let inženýra Andréeho (1972)                     | Švédsko         |
| 1969 | Per Olov Enquist         | Legionärerna                                  |                                                  | Švédsko         |
| 1970 | Klaus Rifbjerg           | Anna, jeg, Anna                               | Anna (ja) Anna (slovensky 1981)                  | Dánsko          |
| 1971 | Thorkild Hansen          | Slavernes øer                                 |                                                  | Dánsko          |
| 1972 | Karl Vennberg            | Sju ord på tunnelbanan                        |                                                  | Švédsko         |
| 1973 | Veijo Meri               | Kersantin poika                               |                                                  | Finsko          |
| 1974 | Villy Sørensen           | Uden mål - og med                             |                                                  | Dánsko          |
| 1975 | Hannu Salama             | Siinä näkijä missä tekijä                     |                                                  | Finsko          |
| 1976 | Ólafur Jóhann Sigurðsson | Að laufferjum og Að brunnum                   |                                                  | Island          |
| 1977 | Bo Carpelan              | I de mörka rummen, i de ljusa                 |                                                  | Finsko          |
| 1978 | Kjartan Fløgstad         | Dalen Portland                                |                                                  | Norsko          |
| 1979 | Ivar Lo-Johansson        | Pubertet                                      |                                                  | Švédsko         |
| 1980 | Sara Lidmanová           | Vredens barn                                  |                                                  | Švédsko         |
| 1981 | Snorri Hjartarson        | Hauströkkrið yfir mér                         |                                                  | Island          |
| 1982 | Sven Delblanc            | Samuels bok                                   |                                                  | Švédsko         |
| 1983 | Peter Seeberg            | Om fjorten dage                               |                                                  | Dánsko          |
| 1984 | Göran Tunström           | Juloratoriet                                  | Vánoční oratorium (1990)                         | Švédsko         |
| 1985 | Antti Tuuri              | Pohjanmaa                                     |                                                  | Finsko          |
| 1986 | Rói Patursson            | Likasum                                       |                                                  | Faerské ostrovy |
| 1987 | Herbjørg Wassmo          | Hudløs himmel                                 |                                                  | Norsko          |
| 1988 | Thor Vilhjálmsson        | Grámosinn Glóir                               |                                                  | Island          |
| 1989 | Dag Solstad              | Roman 1987                                    |                                                  | Norsko          |
| 1990 | Tomas Tranströmer        | För levande och döda                          | ve výboru Přijde smrt a vezme ti míry (2015)     | Švédsko         |
| 1991 | Nils-Aslak Valkeapää     | Beaivi, áhcázan                               |                                                  | Laponsko        |
| 1992 | Fríða Á. Sigurðardóttir  | Meðan nóttin liður                            | Zatímco plyne noc (1997)                         | Island          |
| 1993 | Peer Hultberg            | Byen og Verden                                |                                                  | Dánsko          |
| 1994 | Kerstin Ekmanová         | Händelser vid vatten                          | Černá voda (2013)                                | Švédsko         |
| 1995 | Einar Már Guðmundsson    | Englar alheimsins                             | Andělé všehomíra (2000)                          | Island          |
| 1996 | Øystein Lønn             | Hva skal vi gjøre i dag og andre noveller     |                                                  | Norsko          |
| 1997 | Dorrit Willumsenová      | Bang. En roman om Herman Bang                 |                                                  | Dánsko          |
| 1998 | Tua Forsströmová         | Efter att ha tillbringat en natt bland hästar |                                                  | Finsko          |
| 1999 | Pia Tafdrupová           | Dronningeporten                               |                                                  | Dánsko          |
| 2000 | Henrik Nordbrandt        | Drømmebroer                                   |                                                  | Dánsko          |
| 2001 | Jan Kjærstad             | Oppdageren                                    | Znamení k lásce (2008)                           | Norsko          |
| 2002 | Lars Saabye Christensen  | Halvbroren                                    | Poloviční bratr (2004)                           | Norsko          |
| 2003 | Eva Strömová             | Revbensstäderna                               |                                                  | Švédsko         |
| 2004 | Kari Hotakainen          | Juoksuhaudantie                               | Na domácí frontě (2006)                          | Finsko          |
| 2005 | Sjón                     | Skugga-Baldur                                 | Syn stínu (2008)                                 | Island          |
| 2006 | Göran Sonnevi            | Oceanen                                       |                                                  | Švédsko         |
| 2007 | Sara Stridsbergová       | Drömfakulteten                                |                                                  | Švédsko         |
| 2008 | Naja Marie Aidtová       | Bavian                                        | Pavián (2010)                                    | Dánsko          |
| 2009 | Per Petterson            | Jeg forbanner tidens elv                      | Proklínám řeku času (2015)                       | Norsko          |
| 2010 | Sofi Oksanen             | Puhdistus                                     | Očista (román) (2010)                            | Finsko          |
| 2011 | Gyrðir Elíasson          | Milli trjánna                                 | Mezi stromy (2013)                               | Island          |
| 2012 | Merethe Lindstrømová     | Dager i stillhetens historie                  |                                                  | Norsko          |
| 2013 | Kim Leine                | Profeterne fra Evighedsfjorden                | Proroci z fjordu věčnosti (2015)                 | Dánsko          |
| 2014 | Kjell Westö              | Hägring 38                                    | Chiméra 38 (2020)                                | Finsko          |
| 2015 | Jon Fosse                | Andvake, Olavs draumar, Kveldsvævd            | Mámení, Sny Olavovy, Na sklonku dne (2009/15/16) | Norsko          |
| 2016 | Katarina Frostensonová   | Sånger och formler                            |                                                  | Švédsko         |
| 2017 | Kirsten Thorupová        | Erindring om kærligheden                      |                                                  | Dánsko          |
| 2018 | Auður Ava Ólafsdóttir    | Ör                                            | Nad propastí byla tma                            | Island          |
| 2019 | Jonas Eika               | Efter Solen                                   |                                                  | Dánsko          |
| 2020 | Monika Fagerholmová      | Vem dödade bambi?                             |                                                  | Finsko          |
| 2021 | Niviaq Korneliussenová   | Naasuliardarpi                                |                                                  | Grónsko         |
| 2022 | Solvej Balleová          | Udregning af rumfang I, II och III            |                                                  | Dánsko          |
| 2023 | Joanna Rubin Dranger     | Ihågkom oss till liv                          |                                                  | Švédsko         |